# Natação no Campeonato Mundial de Esportes Aquáticos de 2023 - 4x100 m livre feminino
A disputa na modalidade 4x100 metros livre feminino de Natação no Campeonato Mundial de Esportes Aquáticos de 2023 fora realizada no dia 23 de julho de 2023 na Marine Messe Fukuoka em Fukuoka, no Japão. Ao todo, 80 nadadoras, divididas em quartetos, totalizando 20 Comitês Olímpicos Nacionais, estavam previstas para participarem do evento.

## Formato da competição
A competição consiste em duas rodadas: eliminatórias e final. As equipes com os 8 melhores tempos nas eliminatórias avançam a final. Desempates (swim-offs) são utilizados conforme necessário para quebrar os empates de avanço a próxima rodada.

## Calendário
Todos os horários estão na Hora legal japonesa (UTC+9).
| Data                | Horário | Fase          |
| ------------------- | ------- | ------------- |
| 23 de julho de 2023 | 13:03   | Eliminatórias |
| 23 de julho de 2023 | 21:32   | Final         |

## Recordes
Antes desta competição, os recordes mundiais e do campeonato nesta prova eram os seguintes:
| Tipo                  | Atleta    | Tempo      | Local   | Data                |
| --------------------- | --------- | ---------- | ------- | ------------------- |
|                       | Austrália | 3m 29s 69  | Tóquio  | 25 de julho de 2021 |
| Recorde do campeonato | Austrália | 3m 30s .21 | Gwangju | 21 de julho de 2019 |

## Medalhistas
| Ouro | Prata | Bronze                                                                                   |
| Austrália · Mollie O'Callaghan · Shayna Jack · Meg Harris · Emma McKeon · Brianna Throssell · Madison Wilson | Estados Unidos · Gretchen Walsh · Abbey Weitzeil · Olivia Smoliga · Kate Douglass · Torri Huske · Maxine Parker | China · Cheng Yujie · Yang Junxuan · Wu Qingfeng · Zhang Yufei · Ai Yanhan · Zhu Menghui |

## Resultados

### Eliminatórias
As eliminatórias foram realizadas no dia 23 de julho com início às 13:03.
| Pos. | Bateria | Raia | CON            | Nadadores | Tempo   | Notas            |
| ---- | ------- | ---- | -------------- | --- | ------- | ---------------- |
| 1    | 2       | 4    | Austrália      | Shayna Jack (52.28) Brianna Throssell (53.95) Meg Harris (52.55) Madison Wilson (52.74)                             | 3:31.52 | Q                |
| 2    | 2       | 5    | Estados Unidos | Torri Huske (53.55) Olivia Smoliga (52.91) Maxine Parker (54.34) Abbey Weitzeil (52.54)                             | 3:33.34 | Q                |
| 3    | 2       | 6    | Países Baixos  | Kim Busch (54.66) Milou van Wijk (54.84) Sam van Nunen (53.87) Marrit Steenbergen (52.13)                           | 3:35.50 | Q                |
| 4    | 2       | 3    | Grã-Bretanha   | Anna Hopkin (54.10) Lucy Hope (53.79) Abbie Wood (54.64) Freya Anderson (53.45)                                     | 3:35.98 | Q                |
| 5    | 1       | 5    | China          | Yang Junxuan (54.20) Ai Yanhan (54.09) Zhu Menghui (54.56) Wu Qingfeng (53.41)                                      | 3:36.26 | Q                |
| 6    | 1       | 3    | Suécia         | Sarah Sjöström (52.89) Michelle Coleman (53.20) Sara Junevik (54.96) Sofia Åstedt (55.24)                           | 3:36.29 | Q                |
| 7    | 1       | 4    | Canadá         | Maggie Mac Neil (53.77) Mary-Sophie Harvey (53.99) Katerine Savard (54.47) Taylor Ruck (54.16)                      | 3:36.39 | Q                |
| 8    | 2       | 8    | Japão          | Rikako Ikee (54.51) Nagisa Ikemoto (53.96) Yume Jinno (55.02) Rio Shirai (54.22)                                    | 3:37.71 | Q                |
| 9    | 1       | 6    | Itália         | Chiara Tarantino (54.95) Costanza Cocconcelli (54.14) Emma Menicucci (54.50) Sofia Morini (54.34)                   | 3:37.93 |                  |
| 10   | 2       | 7    | França         | Béryl Gastaldello (54.50) Lison Nowaczyk (54.36) Mary-Ambre Moluh (55.05) Assia Touati (54.61)                      | 3:38.52 |                  |
| 11   | 2       | 2    | Brasil         | Ana Carolina Vieira (54.46) Stephanie Balduccini (53.92) Celine Souza Bispo (55.20) Giovanna Diamante (55.41)       | 3:38.99 |                  |
| 12   | 1       | 9    | Hong Kong      | Camille Cheng (56.05) Siobhán Haughey (52.59) Tam Hoi Lam (55.36) Stephanie Au (55.93)                              | 3:39.93 | Recorde nacional |
| 13   | 1       | 2    | Hungria        | Petra Senánszky (55.10) Dóra Molnár (55.41) Lilla Minna Ábrahám (54.38) Nikolett Pádár (55.13)                      | 3:40.02 |                  |
| 14   | 1       | 0    | Dinamarca      | Signe Bro (55.39) Julie Kepp Jensen (54.58) Emilie Beckmann (55.75) Helena Rosendahl Bach (55.49)                   | 3:41.21 |                  |
| 15   | 1       | 8    | Irlanda        | Mona McSharry (55.98) Danielle Hill (55.51) Erin Riordan (55.50) Victoria Catterson (54.76)                         | 3:41.75 |                  |
| 16   | 2       | 1    | Espanha        | Carmen Weiler (55.58) Ainhoa Campabadal (54.98) África Zamorano (55.61) Paula Juste (56.36)                         | 3:42.53 |                  |
| 17   | 1       | 7    | África do Sul  | Aimee Canny (54.95) Emma Chelius (56.28) Milla Drakopoulos (57.85) Trinity Hearne (56.46)                           | 3:45.54 |                  |
| 18   | 2       | 0    | Tailândia      | Kamonchanok Kwanmuang (57.70) Saovanee Boonamphai (59.86) Phiangkhwan Pawapotako (1:01.10) Jenjira Srisaard (58.18) | 3:56.84 |                  |
| 19   | 1       | 1    | Singapura      | DNS | DNS     | DNS              |
| 19   | 2       | 9    | México         | DNS | DNS     | DNS              |

### Final
A final será realizada no dia 23 de julho às 21:32.
| Pos.              | Raia | CON            | Nadadoras                                                                                      | Tempo   | Notas            |
| ----------------- | ---- | -------------- | ---------------------------------------------------------------------------------------------- | ------- | ---------------- |
| Medalha de ouro   | 4    | Austrália      | Mollie O'Callaghan (52.08) Shayna Jack (51.69) Meg Harris (52.29) Emma McKeon (51.90)          | 3:27.96 | Recorde mundial  |
| Medalha de prata  | 5    | Estados Unidos | Gretchen Walsh (54.06) Abbey Weitzeil (52.71) Olivia Smoliga (52.88) Kate Douglass (52.28)     | 3:31.93 |                  |
| Medalha de bronze | 2    | China          | Cheng Yujie (53.39) Yang Junxuan (53.53) Wu Qingfeng (52.64) Zhang Yufei (52.84)               | 3:32.40 | Recorde asiático |
| 4                 | 6    | Reino Unido    | Anna Hopkin (53.67) Lucy Hope (53.53) Abbie Wood (54.19) Freya Anderson (52.51)                | 3:33.90 |                  |
| 5                 | 7    | Suécia         | Sarah Sjöström (52.24) Michelle Coleman (53.11) Sara Junevik (54.71) Louise Hansson (54.11)    | 3:34.17 |                  |
| 6                 | 3    | Países Baixos  | Kim Busch (55.05) Sam van Nunen (54.13) Milou van Wijk (54.39) Marrit Steenbergen (51.84)      | 3:35.41 |                  |
| 7                 | 1    | Canadá         | Summer McIntosh (54.99) Maggie Mac Neil (53.07) Mary-Sophie Harvey (54.57) Taylor Ruck (53.99) | 3:36.62 |                  |
| 8                 | 8    | Japão          | Rikako Ikee (55.09) Nagisa Ikemoto (53.62) Yume Jinno (55.26) Rio Shirai (54.64)               | 3:38.61 |                  |

Legenda
| Recorde mundial       | Recorde mundial (World record)               |                       | Recorde africano                      | Recorde africano (African) |                                           | Q | Classificado por posição (Qualified) |
| Recorde do campeonato | Recorde do campeonato (Championship record)  | Recorde da América    | Recorde da América (Americas)         | q                          | Classificado por melhor tempo (Qualified) |   |                                      |
| Melhor marca do ano   | Melhor marca do ano (World leading)          | Recorde asiático      | Recorde asiático (Asian)              | DNS                        | Não largou (Did not start)                |   |                                      |
| Recorde nacional      | Recorde nacional (National record)           | Recorde europeu       | Recorde europeu (European)            | DNF                        | Não terminou (Did not finish)             |   |                                      |
| Recorde pessoal       | Recorde pessoal do atleta (Personal best)    | Recorde da Oceania    | Recorde da Oceania (Oceania)          | DSQ / DQ                   | Desclassificado (Disqualified)            |   |                                      |
| Recorde da temporada  | Recorde da temporada do atleta (Season best) | Recorde sul-americano | Recorde sul-americano (South America) | NM                         | Sem marca (No mark)                       |   |                                      |